# Stimmrechtsberater
Stimmrechtsberater beraten Aktionäre bei der Ausübung des Stimmrechts auf Hauptversammlungen. Sie üben eine ähnliche Tätigkeit wie Aktionärsschützer (z. B. Deutsche Schutzvereinigung für Wertpapierbesitz oder Schutzgemeinschaft der Kapitalanleger) aus, ihre Tätigkeit ist jedoch nicht auf Kleinaktionäre, sondern auf institutionelle Investoren ausgerichtet. Daher handelt es sich um eine kommerzialisierte Tätigkeit. Im englischen Sprachraum sind die Begriffe proxy advisor oder proxy firm gebräuchlich.

## Hintergrund
Institutionelle Investoren wie Fondsgesellschaften, Hedgefonds, Pensionskassen, Versicherungen und Banken sind bisweilen an mehr als tausend Aktiengesellschaften beteiligt. Sie können deshalb die Entwicklung der einzelnen Aktiengesellschaft nur schwer verfolgen, vor allem wenn es sich um aus Sicht des Investors ausländische Beteiligungen handelt. Deshalb werden Stimmrechtsberater als professionelle Finanzanalysten engagiert, um die Aktiengesellschaften zu beobachten und für die Hauptversammlungen Empfehlungen zu Abstimmungen z. B. über Kapitalmaßnahmen, die Entlastung von Vorständen und Aufsichtsräten oder Gewinnausschüttungen zu geben. Stimmrechtsberater werten dazu die Veröffentlichungen der Aktiengesellschaften aus und nutzen weitere Kapitalmarktinformationen. Betroffen sind besonders Unternehmen ohne einflussreichen Großaktionär. Stimmrechtsberater verfügen über Abstimmungsrichtlinien, deren Anforderungen z. T. über denen des Deutschen Corporate Governance Kodex liegen.

## Kritik
Kritisiert wird, dass große Stimmrechtsberatungsunternehmen wie die US-amerikanischen International Shareholder Service (ISS) und Glass Lewis auf Hauptversammlungen z. T. 30–40 % der Stimmen beeinflussen, ohne selbst an den Unternehmen beteiligt zu sein. Demgegenüber verweisen Vertreter von Stimmrechtsberatern darauf, dass Aktionäre oft eigene Richtlinien haben und deshalb auch bei Beratung durch den gleichen Stimmrechtsberater nicht zwingend einheitlich abstimmen.
ISS beschäftigte 2019 1.800 Mitarbeiter, die Mitarbeiterzahl hat sich seit 2014 mehr als verdoppelt. Mit Büros in 30 Ländern deckt sie inzwischen 44.000 Aktionärstreffen für 2.000 institutionelle Kunden im Jahr ab. Unklar sei, ob bei diesem Volumen eine qualifizierte Beratung möglich sei. Deshalb würden viele Urteile der Berater sehr pauschal ausfallen. Zudem würden Stimmrechtsberater über Tochterfirmen auch Gesellschaften beraten, für die sie Stimmrechtsempfehlungen abgeben. Auch sei die Marktkonzentration hoch, allein ISS komme in den USA und Europa auf einen Marktanteil von 60 %.

## Regulierungen
Im Zuge der Umsetzung der Aktionärsrechte-Richtlinie (2007/36/EG) wurde in Deutschland § 134d Aktiengesetz eingeführt, der die Offenlegungspflichten der Stimmrechtsberater regelt. Stimmrechtsberater müssen demnach jährlich erklären, dass sie den Vorgaben eines Verhaltenskodexes entsprochen haben bzw. weshalb in welchen Punkten nicht. Weiterhin müssen sie u. a. Angaben zu ihren Informationsquellen, ihrer Arbeitsweise und der Qualifikation der eingesetzten Mitarbeiter machen. Kunden müssen unverzüglich über mögliche Interessenkonflikte und eingeleitete Gegenmaßnahmen informiert werden.
Auch in den USA bestehen Bestrebungen, die Arbeit der Stimmrechtsberater zu regulieren.
Die Best Practices Principles Group (BPPG) – ein Zusammenschluss mehrerer für den europäischen Markt relevanter Stimmrechtsberater (u. a. ISS, Glass Lewis) hat am 22. Juli 2019 eine überarbeitete Fassung ihrer Best Practice Principles for Providers of Shareholder Voting Research & Analysis veröffentlicht.